# Jüdischer Friedhof (Neustadt-Glewe)

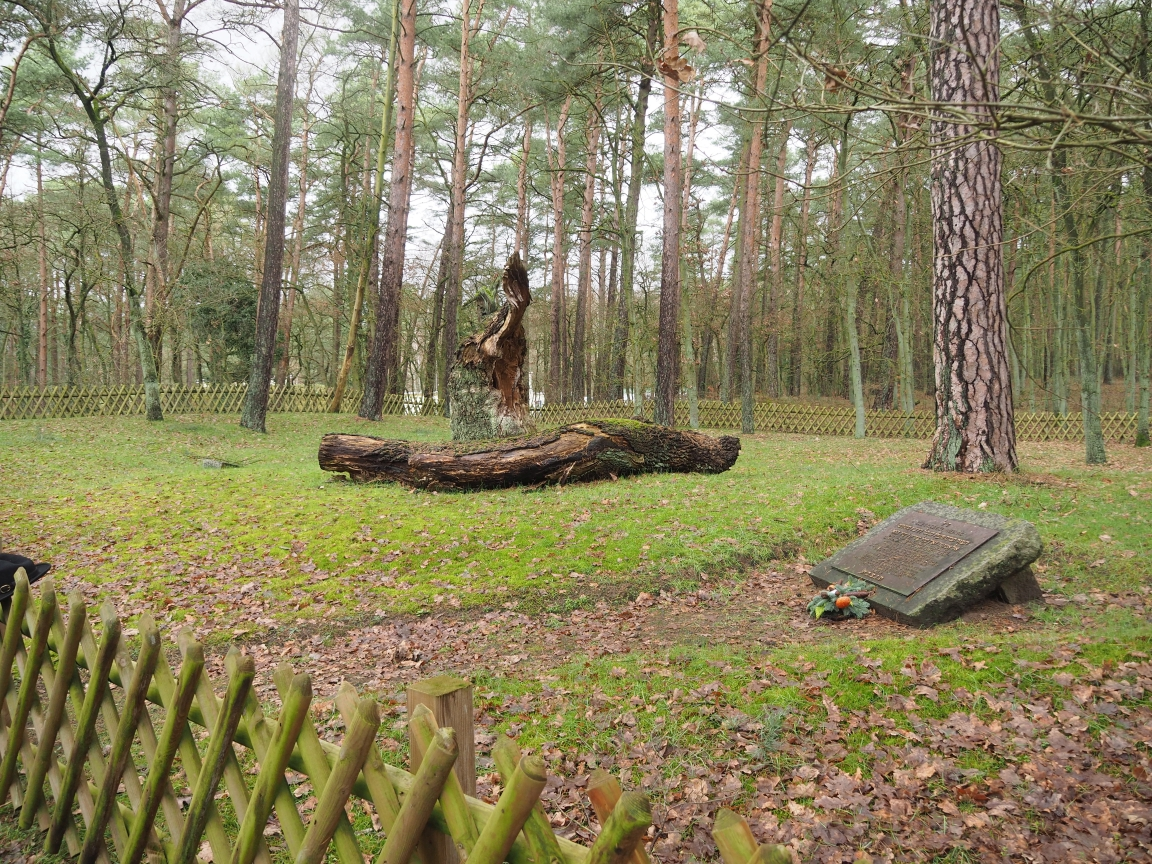
Gelände des ehemaligen jüdischen Friedhofs in Neustadt-Glewe

Der Jüdische Friedhof Neustadt-Glewe war die Begräbnisstätte der jüdischen Gemeinde in Neustadt-Glewe im Landkreis Ludwigslust-Parchim in Mecklenburg-Vorpommern. Er lag etwa 800 Meter östlich der Altstadt an der heutigen Neuhöfer Straße.

## Geschichte
Der Friedhof soll 1796 auf dem Grundstück an der heutigen Neuhöfer Straße, damals noch außerhalb der Stadt, angelegt worden sein. Es sollen sich zirka 80 Gräber auf dem Friedhof befunden haben. Da die in Neustadt-Glewe ansässige jüdische Gemeinde ab dem Jahr 1860 schrumpfte und sich schließlich 1889 der Gemeinde in Parchim anschloss, fanden nach 1904 keine Bestattungen mehr auf dem Friedhof statt. Der Friedhof wurde jedoch nachweislich bis 1938 weiter durch im Ort ansässige Juden gepflegt. Während der Reichspogromnacht 1938 wurde der Friedhof geschändet und 1940/41 dann geschleift. Im Zuge von Bauarbeiten wurde auf dem Gelände 1971 ein großer Grabstein gefunden, welcher sich heute noch im alten Wasserwerk befindet.
Nach dem Zweiten Weltkrieg verwilderte das Gelände. Allerdings war mindestens bis 1996 noch eine markante Eiche (sogenannte „Judeneiche“) vorhanden.
Im Jahr 1999 wurde das Gelände mit Einverständnis des Landesverbandes der Jüdischen Gemeinden in Mecklenburg-Vorpommern durch die Stadt Neustadt-Glewe wieder in Stand gesetzt und eine Gedenktafel abgelegt.